# Геопростір
Геопростір, географічний простір — квазідвовимірний простір земної поверхні. 
Характеризується:
- замкнутістю,
- позитивною кривизною (опуклістю),
- квазіфрактальністю,
- анізотропністю у гравітаційному полі Землі.

Місцеположення у геопросторі визначається сферичними (широта і довгота) або прямокутними координатами. Анізотропність геопостору виражається у нерівнозначності горизонтального і вертикального напрямків (вертикальне переміщення значно ускладнене), наслідком чого є сферичність будови Землі, а також (меншою мірою) широтного та довготного напрямків, проявом чого є широтна зональність. 
Мірами відстані у географічному просторі може бути не лише декартова віддаль, але й час або кошти на подолання відстані. Відношення у геопросторі вивчає географія.